# Карикатура
Карикатура (термин потиче од италијанске речи „caricare“- претворити, претерати) означава заоштрено поентирани приказ друштвених или политичких а понекад и приватних или опште људских тема углавном средствима графике. Карикатура је настала у бароку али се захваљујући техникама штампе, пре свега литографије, ксилографије и гравире у челику развила тек у 19. веку у општи облик изражавања који је познат и као уметнички медијум. Често је карикатури придодато и текстуално објашњење, краћи дијалог или се пак низ карикатура ниже хронолошки како би приповедале неку причу или ток догађаја.
Деформисани, наказни прикази познати су још од антике и средњег века али та ликовна остварења делују пре свега гротескно или апсурдно и не налазе се по правилу ни у каквој вези са неким догађајем или личношћу. Тек контекстуална веза са неким актуелним догађајем чини модерну карикатуру оним што она јесте. Основна претпоставка за карикатуру је због тога увек нека одређена друштвена чињеница, која намерним претеривањем разоткрива у својој противречности или се оптужује- управо карикира, често у спрези са хуморно-духовитом, подсмевајућом потком, понекад међутим и уједајући злобно и саркастично али и са ставом погођености и меланхоличности. У сваком случају карикатура садржи осмишљен коментар теме која се разматра. 
Портретско представљање у карикатури са снажним истицањем маркантних црта лица углавном појачава до смешног као што се то може видети у чувеној Метаморфози грађанског краља Луја Филипа. коју је насликао Шарл Филипон (1802 - 1862) и у којој се крушколико лице монарха корак по корак претвара у крушку. Као претеча таквих физиогномских претеривања могу се сматрати Гротескне главе Леонарда да Винчија који се могу схватити као прикази супротности идеално лепог људског лика ренесансе а као студије анализирају променљивост и могућност сликарске конструкције људског лица. Прве карикатуре које су повезане са конкретним особама срећу се у бароку код Корачија и Ђанлоренца Бернинија. Оне су међутим биле намењене за приватну употребу.
Критиковање друштвене беде у оквиру приказа у сликама било је од времена реформације уобичајено на лецима који се могу означити као претече политичке карикатуре и сатире у сликама. Пре свега је Енглез Вилијам Хогарт учинио популарним изражајни облик друштвене сатире у својим графичким циклусима The Rake‘s Progress и Marriage a la mode из 18. века. При крају епохе рококоа настајали су политички интендирани Капричи и Пошасти рата Франсиска де Гоје у којима он уз помоћ избора језивих призора оптужује околности епохе.
Стварно време процвата карикатуре био је 19. век. То је углавном последица либералних политичких стремљења и развоја новинарства. У Француској су настајали сатирични магазини као La Caricature (1830 - 1834) или Charivari за које су графичке предлошке прилагали Оноре Домије и Филипон. Енглеска је 1841. добила сатирични магазин Панч који излази и данас. У Немачкој је излазио часопис Летећи листови од 1844. у коме су објављиване и карикатуре Вилхелма Буша.
Са Симплицисимусом је 1896. рођен у Минхену пацифистичко реформистички лист коме су печат дали уметници Томас Теодор Хајне, Бруно Паул и Олаф Гулбрансон.
Уметници класичне модерне као што су Паул Кле или Лионел Фајнингер такође су користили медијум карикатуре. Кле у својим раним серијама Inventionen (1903-1905) а Фајнингер у небројеним гротескним приказима као и у време своје делатности као цртач карикатура за америчке часописе. И данас је активан велики број политичких и хумористичких карикатуриста.

## Српски карикатуристи
- Предраг Кораксић
- Душан Петричић
- Александар Клас
- Зуко Џумхур
- Иво Кушанић
- Никола Добрић
- Пјер Крижанић